# Marino Franchitti
Pour les articles homonymes, voir Franchitti.
Marino Franchitti est un pilote britannique né le 7 juillet 1978 à Bathgate en Écosse. Il est le frère cadet de Dario Franchitti.

## Biographie
Sans être aussi brillant que son frère aîné Dario, Marino pilote régulièrement en ALMS, sans résultat notable. Il a fait équipe avec son grand frère aux 24 Heures de Daytona en 2006.
Marino Franchitti est le cousin de Paul di Resta et l’ancien beau-frère de l'actrice Ashley Judd.

## Palmarès
- Vainqueur des 12 Heures de Sebring 2014